# Kodak Black
Pour les articles homonymes, voir Octave et Black.
Bill Kahan Kapri, né Dieuson Octave le 11 juin 1997 à Pompano Beach en Floride, plus connu sous le nom de Kodak Black, est un rappeur et chanteur américain.
La carrière de Kodak Black est marquée et rythmée par des périodes de succès mainstream alternées avec de nombreux démêlés judiciaires ainsi que des controverses publiques.

## Biographie

### Jeunesse
Kodak Black naît le 11 juin 1997 de parents haïtiens immigrés aux États-Unis et grandit avec sa mère à Pompano Beach, en Floride, dans un logement social situé dans le quartier de Golden Acres.
En CM2, il se fait renvoyer de son école pour bagarre, et connait sa première sentence judiciaire au collège pour carjacking.

### Carrière
Bill Kapri commence à rapper à l'école primaire et enregistre ses premières chansons sous le nom de J-Black et dans un studio d'enregistrement local servant également de « trap house ».
En 2009, alors âgé de 11-12 ans, il rejoint les Brutal Yungenz, un groupe de jeunes rappeurs de Pompano Beach dont il était le plus jeune de trois ans. Quelque temps plus tard, il rejoint The Kolyons, un autre groupe local.
En décembre 2013, J-Black, devenu Kodak Black, sort sa première mixtape intitulée Project Baby. Puis l'année suivante, sort sa seconde mixtape Heart of the Projects.
En 2014, Kodak Black sort le single No Flockin ; lequel rencontre un grand succès dans sa Floride natale avant de connaître un large succès viral,.
En octobre 2015, le single Skrt est publié sur YouTube via la chaîne WorldStarHipHop et deviendra son premier grand succès. Drake publie une vidéo sur Instagram où il s'enregistre en train de danser sur Skrt, ce qui donnera un réel coup d'accélérateur à sa carrière. Le même mois, Kodak Black signe chez Atlantic Records. Sa troisième mixtape Institution sort en décembre 2015.
En février 2016, Kodak est invité par French Montana sur le single Lockjaw extrait de sa vingtième mixtape Wave Gods, le clip sort le 9 juin de cette année et le single se voit certifié d'or.
Kodak Black est ensuite nommé dans la XXL Freshman Class 2016.
Le 31 mars 2017 sort son premier album studio intitulé Painting Pictures. L'album atteint la 3e place du Billboard 200 en s'écoulant à 71 000 exemplaires lors de sa première semaine d'exploitation, et est certifié disque de platine deux ans plus tard en novembre 2019.
Le 18 août 2017, Kodak Black sort la mixtape Project Baby 2, portée par le single Roll in Peace en collaboration avec le rappeur XXXTentacion. Le projet atteint directement la 2e place du Billboard 200 avec 50 000 exemplaires vendus lors de sa première semaine d'exploitation. Une réédition intitulée Project Baby 2 : All Grown Up est dévoilée deux mois plus tard et contient notamment le single Codeine Dreaming en collaboration avec Lil Wayne. La mixtape est certifiée disque de platine en décembre 2018.
Deux mois plus tard, en octobre 2017, Kodak Black sort la mixtape F.E.M.A. en commun avec le rappeur Plies.
Le 14 février 2018, alors incarcéré, le rappeur dévoile la mixtape « Anti Saint-Valentin » Heart Break Kodak.
Le 18 août, il sort enfin de prison et annonce la sortie proche de son nouvel album.
Le 14 décembre 2018, le floridien sort son 2e album studio intitulé Dying to Live. L'album est porté par le single à succès ZEZE, en collaboration avec les rappeurs Travis Scott et Offset, qui a culminé à la 2e position du Billboard Hot 100. L'album contient également les singles If I'm Lyin, I'm Flyin et Calling My Spirit, ainsi que Gnarly en collaboration avec Lil Pump et Moshpit en featuring avec Juice Wrld,. Le rappeur rend également hommage au regretté XXXTentacion sur le titre Malcolm X.X.X..
Le 11 novembre 2020, alors qu'il purge sa peine de prison, Kodak Black publie son troisième album studio, Bill Israel. Le 23 janvier 2021, il dévoile le single Last Day In, dans lequel il aborde sa sortie de prison et la grâce qui lui a été accordée par le président Trump.
Le 14 mai 2021, le rappeur dévoile la mixtape Haitian Boy Kodak, suivie, le mois suivant, par l'EP Happy Birthday Kodak publiée le 11 juin, jour de son anniversaire.

### Vie privée
En 2018, il obtient son GED (l'équivalent d'un diplôme de fin d'études secondaires) qu'il effectue en prison.
Le 2 mai 2018, il change légalement de nom et devient Bill K. Kapri.

## Affaires judiciaires
En janvier 2018, Kodak est incarcéré dans la prison de Broward County pour plusieurs chefs d'accusation. Il sort de prison le 18 aout 2018.
Le 12 mai 2019, lors du festival de Rolling Loud, Kodak Black est arrêté pour fausse déclaration relative à l'acquisition ou à la tentative d'acquisition d'une arme à feu. Le 14 novembre de la même année, Kodak Black est condamné à 46 mois de prison et 3 ans de mise en liberté surveillée. 
Il est incarcéré au centre de détention fédéral de Miami, mais à la suite d'agression et de mauvais traitements de la part des surveillants pénitenciers, il part pour la prison fédérale d'Oklahoma City. Selon son avocat, Bill purgera la fin de sa peine dans un centre de détention du Kentucky. Il est gracié par le président Donald Trump lors du dernier jour de son mandat, le 19 janvier 2021

## Hommage
Le 11 juin 2021, le commissaire du comté de Broward, dont Kodak Black est originaire, Dale Holness déclare le 11 juin comme « Kodak Black Day » pour honorer l'œuvre philanthropique locale du rappeur,,. 

## Discographie

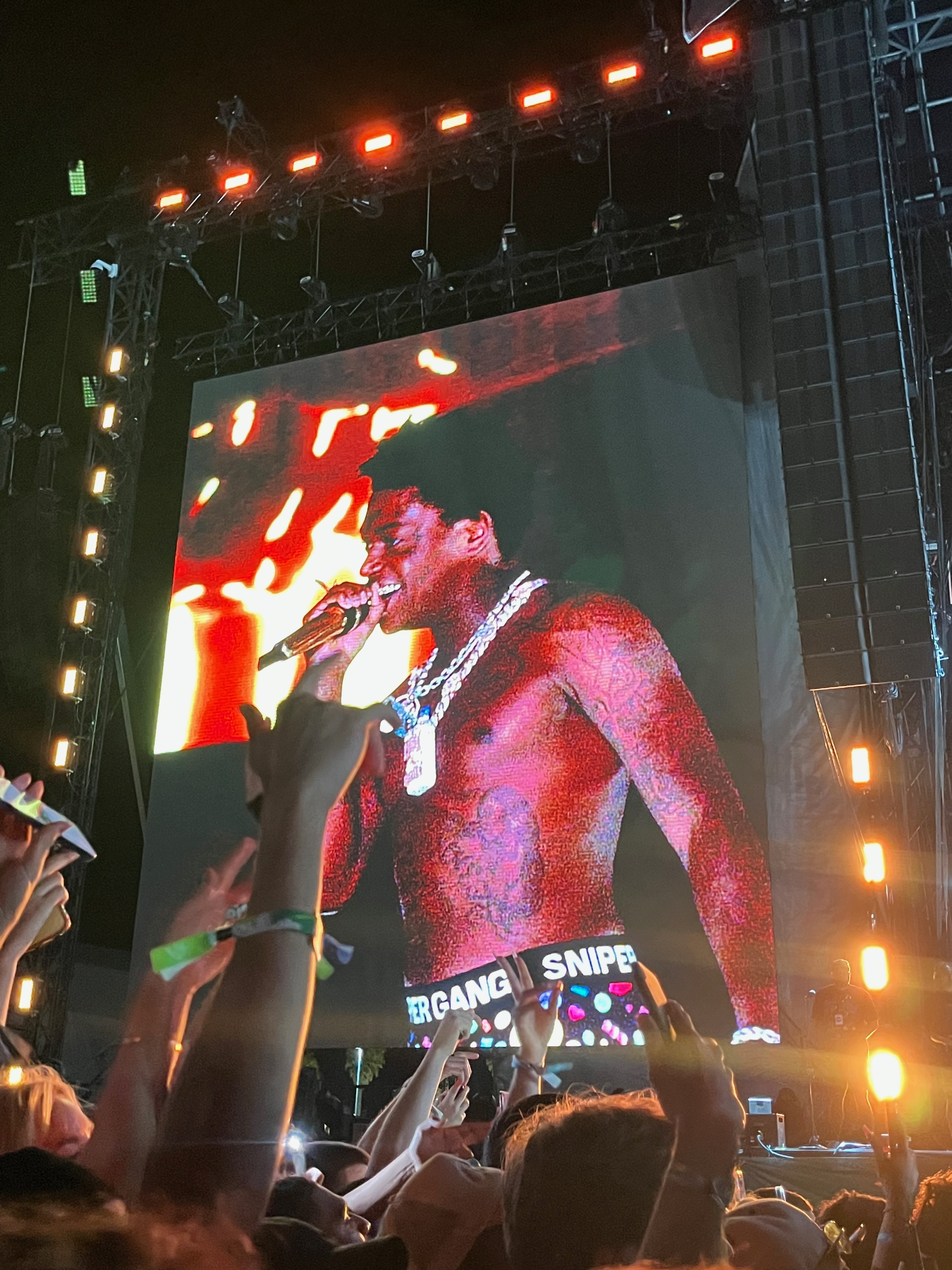
Kodak Black en pleine performance.

### Albums studio
- 2017 : Painting Pictures
- 2018 : Dying to Live
- 2020 : Bill Israel
- 2022 : Back for Everything

### Mixtapes
- 2013 : Project Baby
- 2014 : Heart of the Projects
- 2015 : Institution
- 2016 : Lil B.I.G. Pac
- 2017 : Project Baby 2
- 2017 : F.E.M.A. (avec Plies)
- 2017 : Project Baby 2: All Grown Up
- 2018 : Heart Break Kodak
- 2021 : Haitian Boy Kodak
- 2022 : Kutthroat Bill: Vol. 1

### EP
- 2021 : Happy Birthday Kodak